# موريس ستار
موريس ستار (بالإنجليزية: Maurice Starr)‏ هو كاتب أغاني وموسيقي ومنتج أسطوانات أمريكي، ولد في 1953 في ديلاند في الولايات المتحدة.

## وصلات خارجية
- موريس ستار على موقع IMDb (الإنجليزية)
- موريس ستار على موقع ميوزك برينز (الإنجليزية)
- موريس ستار على موقع ديسكوغز (الإنجليزية)
- موريس ستار على موقع ديسكوغز (الإنجليزية)